# خانه قربان علاءالدین
خانه قربان علاءالدین مربوط به اوایل انقلاب است و در شهرستان گرگان، بخش مرکزی، دهستان استرآبادجنوبی، روستای زیارت واقع شده و این اثر در تاریخ ۲۲ آبان ۱۳۸۶ با شمارهٔ ثبت ۲۰۰۵۴ به‌عنوان یکی از آثار ملی ایران به ثبت رسیده است.